# Morrinhos
Morrinhos es un municipio brasileño del interior del estado de Goiás, Región Centro-Oeste del país. Su población, estimada en 2017 por el Instituto Brasileño de Geografía y Estadística (IBGE), era de 45 382 habitantes. El nombre Morrinhos fue elegido para identificar al municipio, debido a la existencia de tres accidentes geográficos en la región: Morro do Ovo, Morro da Cruz y Morro da Saudade.